# Albert Augustus Pope

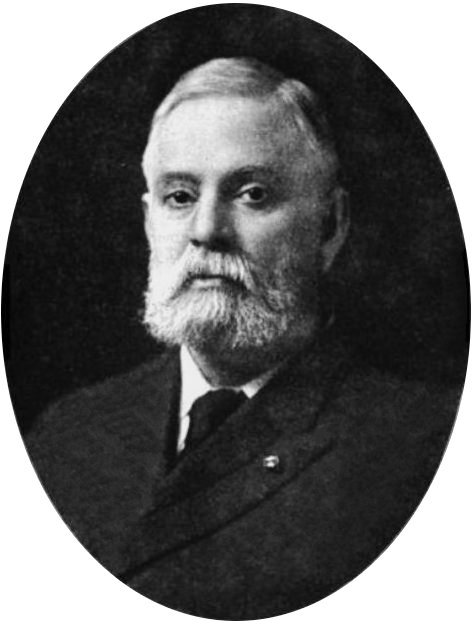
Albert Augustus Pope

Albert Augustus Pope (* 20. Mai 1843 in Boston, Massachusetts; † 10. August 1909 in Cohasset, Massachusetts) war ein Brevet-Oberstleutnant, der 1876 die Pope Manufacturing Company gründete.

## Jugend und Militärzeit
Pope wurde am 20. Mai 1843 in Boston (Massachusetts) geboren. Auf Grund familiärer Umstände musste er bereits mit 10 Jahren Geld verdienen. Nach der Schule und über den Sommer half er auf einer Farm aus und legte Geld zurück, aus dem er einen kleinen Gemüsehandel finanzierte. Er war 17 Jahre alt als der Sezessionskrieg ausbrach und er sich für die Nordstaaten zum Dienst meldete.  Er stieg rasch auf und wurde bereits 1862 zum Unterleutnant im 35. Massachusetts-Regiment befördert, dem er bis zum Ende des Sezessionskrieges angehörte. Als Washington, D.C.  durch die Konföderation bedroht wurde, zeichnete sich Pope durch die schnelle und umsichtige Aufstellung eines Artillerieregiments aus. Im Verlauf des Krieges diente er unter den Generälen Ambrose Burnside, Grant und Sherman und nahm an der Schlacht von Vicksburg teil. Bei Kriegsende war er 22 Jahre alt und wurde als Brevet-Oberstleutnant ausgemustert.

## Heirat und Familie
Seine erste Tätigkeit nach dem Krieg war der Handel mit Zubehör für Schuhe, außerdem kandidierte er erfolgreich für einen Sitz im City Council (Stadtparlament) von Newton (Massachusetts). Er heiratete am 20. September 1871 Abbie Linder, Tochter von George Linder und Mathilda Linder, geb. Smallwood, aus Newton. Sie hatten vier Söhne und eine Tochter.

## Fahrräder
Auf der Centennial Exhibition in Philadelphia 1876 sah Pope die ersten Fahrräder und war sofort davon begeistert. Er begann mit dem Import europäischer Hochräder und bemühte sich um US-Patente an diesen europäischen Modellen. Anfang der 1890er-Jahre gründete er einen Bicycle Trust, der die wesentlichsten US-Patente in diesem Bereich besaß. Fast jeder Fahrradhersteller in den USA musste Pope etwa 10 US-Dollar Lizenzgebühr für jedes gefertigte Fahrrad bezahlen. Die von ihm gefertigte Fahrradmarke hieß Columbia und beruhte auf einem Patent von Pierre Lallement, den er auch in seinem Unternehmen anstellte. Anfangs ließ er die Fahrräder bei der Weed Sewing Machine Company in Hartford (Connecticut) herstellen, später kaufte er dieses Unternehmen und machte daraus die Pope Manufacturing Company. Er erkannte rechtzeitig den Trend zum „Sicherheits“-Fahrrad wie wir es heute kennen. Mitte der 1890er-Jahre, auf der Höhe des Fahrradbooms in den USA, stellte Pope pro Jahr ca. 1.000.000 Fahrräder her.
Das schlimmste Problem für Fahrradfahrer war damals das Fehlen geeigneter Fahrradwege und Straßen. Pope war nicht nur Fahrradhersteller, sondern auch selbst begeisterter Fahrradfahrer, und ihn störte dieser Zustand sehr. Er gründete die League of American Wheelmen, die sich für bessere Fahrradwege einsetzte und entsprechende Petitionen an die Regierung verfasste.

## Motorräder und Automobile
Ab 1896 fertigte Pope Manufacturing auch Motorräder und Automobile. Sein Chefingenieur für die Motorfahrzeugabteilung war Hiram Percy Maxim. 1897 benannte er seine Motorfahrzeugabteilung in Columbia Automobile Company um und verkaufte sie später an die Electric Vehicle Company, an der er selbst Anteile besaß.

## Tod
Pope starb am 10. August 1909 in seinem Sommerhaus Lindermere-by-the-Sea in Cohasset (Massachusetts).

## Vermächtnis
Nach seinem Tod schlossen sich einige Firmen der United States Motor Company an. Popes Industrieimperium brach 1913 zusammen.
1895 gründete Pope den Pope Park, einen Park in Hartford, und schenkte ihn der Stadt.

## Schriften
- Highway Improvement: an address before the Carriage Builders’ National Association at Syracuse, N. Y. October 17, 1889
- The Movement for Better Roads: An Address before the Board of Trade at Hartford, CT February 11, 1890, Publisher: Pope Manufacturing Company, Hartford CT 1892
- A Catalogue of Books, Pamphlets, and Articles on the Construction and of Roads, Pope Manufacturing Company, Hartford CT (1892)
- Road Making as a Branch of Instruction in Colleges. Publisher Albert A. Pope, Boston 1892
- Errors in school books. Dedicated to the advancement of learning. Publisher Albert A. Pope, Boston 2nd edition 1893

## Firmen
- American Bicycle Company (USA, Hartford CN)[10][11]

- Columbia Automobile Company
- Pope Manufacturing Company
- Pope Motor Car Company
- Pope-Robinson Company
- Crescent Organization in Chicago (Illinois); Tochtergesellschaft; Marketing für Pope-Produkte[11]
- Western Wheel Works in Chicago (Illinois); Produktionsbetrieb für Pope-Produkte[11]

## Pope-Fahrzeugmarken
- A.B.C. American Bicycle Company (Hartford CN)
- Cleveland Three-Wheeler (Cleveland OH); 1900–1901 bei A.B.C. gebaut[12]
- Columbia (Hartford CN)
- Pope-Hartford (Hartford CT)
- Pope-Robinson (Hyde Park MA)
- Pope-Toledo (Toledo OH)
- Pope-Tribune (Hagerstown MD)
- Pope-Waverley (Indianapolis IN)
- Trimoto (Chicago IL) 1900–1901, gelegentlich Crescent genannt[10][11]